# Babarc
Babarc is een plaats (község) en gemeente in het Hongaarse comitaat Baranya. Babarc telt 811 inwoners (2001).